# Debut
Az 1993-as Debut Björk második nagylemeze. Az albumon főleg szerelmes dalok hallhatók, amelyek barátjára, Dominic Thrupp-ra, Nellee Hooper producerre és magára a szerelemre utalnak.
A Human Behavior klipje Grammy-díjjelölést kapott. Az album szerepel az 1001 lemez, amit hallanod kell, mielőtt meghalsz című könyvben.

## Az album dalai
|     | Cím                                                              | Szerző(k)                      | Hossz |
| --- | ---------------------------------------------------------------- | ------------------------------ | ----- |
| 1.  | Human Behaviour                                                  | Björk, Nellee Hooper           | 4:10  |
| 2.  | Crying                                                           | Björk, Hooper                  | 4:52  |
| 3.  | Venus as a Boy                                                   | Björk                          | 4:42  |
| 4.  | There's More to Life Than This (rögzítve a Milk Bar Toilets-ben) | Björk, Hooper                  | 3:21  |
| 5.  | Like Someone in Love                                             | Johnny Burke, James Van Heusen | 4:33  |
| 6.  | Big Time Sensuality                                              | Björk, Hooper                  | 3:57  |
| 7.  | One Day                                                          | Björk                          | 5:24  |
| 8.  | Aeroplane                                                        | Björk                          | 3:54  |
| 9.  | Come to Me                                                       | Björk                          | 4:55  |
| 10. | Violently Happy                                                  | Björk, Hooper                  | 4:59  |
| 11. | The Anchor Song                                                  | Björk                          | 3:32  |

## Közreműködők

### Zenészek
- Garry Hughes – billentyűk, Hammond orgona, programozás
- Oliver Lake – hangszerelés, rézfúvósok
- Corky Hale – hárfa
- Björk – hangszerelés, billentyűk
- Gary Barnacle – rézfúvósok
- Marius De Vries – billentyűk, programozás
- Nellee Hooper – ütőhangszerek, dob
- Luis Jardim – basszusgitár, ütőhangszerek, dob
- Talvin Singh – vezető, tabla
- Bruce Willie Smith – ütőhangszerek, dob
- Martin Virgo – billentyűk, programozás
- Paul Waller – billentyűk, programozás
- Jon Mallison – gitár
- Mike Mower – rézfúvósok
- Jhelisa Anderson – háttérvokál

## Fordítás
Ez a szócikk részben vagy egészben a Debut (Björk album) című angol Wikipédia-szócikk ezen változatának fordításán alapul.  Az eredeti cikk szerkesztőit annak laptörténete sorolja fel. Ez a jelzés csupán a megfogalmazás eredetét és a szerzői jogokat jelzi, nem szolgál a cikkben szereplő információk forrásmegjelöléseként.